# Heliophila coronopifolia
Heliophila coronopifolia là một loài thực vật có hoa trong họ Cải. Loài này được L. mô tả khoa học đầu tiên.